# Maxime Moreels
Maxime Moreels (Nijvel, 12 juni 1991) is een Belgisch badmintonspeler. 

## Levensloop
Moreels studeerde aan de Haute Ecole Libre Mosane en nam in 2013 deel aan de Zomer Universiade te Kazan. In 2012 won hij samen met Jonathan Gillis het Belgisch kampioenschap in de 'heren dubbel' en in 2018 in het enkelspel. Zijn eerste internationale titel behaalde hij in 2016 te Zambia. In 2019 nam hij deel aan de Europese Spelen te Minsk.

## Palmares

### BWF International Challenge/Series
Heren enkel
| Jaar | Toernooi                   | Tegenstander        | Score               | Resultaat |
| ---- | -------------------------- | ------------------- | ------------------- | --------- |
| 2016 | Zambia International       | Georges Julien Paul | 21-12, 20-22, 21-16 | Goud      |
| 2016 | Suriname International     | Misha Zilberman     | 14-21, 21-12, 12-21 | Zilver    |
| 2017 | South Africa International | Georges Julien Paul | 19-21, 21-15, 22-20 | Goud      |
| 2018 | International Mexicano     | Kevin Cordon        | 19-21, 14-21        | Zilver    |
| 2018 | Benin International        | Bahaedeen Alshannik | 21-11, 21-13        | Goud      |